# Can Verel
Can Verel (* 1982 in Istanbul) ist ein türkischer Schauspieler.

## Leben und Karriere
Can Verel wurde 1982 in Istanbul geboren. Er ist der Sohn des ehemaligen Fußballspielers Engin Verel und der Schauspielerin Bahar Erdeniz. Er studierte an der Bahçeşehir Üniversitesi. Danach setzte er sein Studium am Müjdat Gezen Sanat Merkezi fort. Sein Debüt gab er 2004 in der Fernsehserie Omuz Omuza. Danach war er 2006 in Selena zu sehen. Von 2009 bis 2011 wurde Verel für die Serie Papatyam gecastet. 2011 trat er in Arka Sokaklar auf. Zwischen 2019 und 2022 spielte Verel in der Serie Yemin die Hauptrolle.

## Filmografie
Serien
- 2004: Omuz Omuza
- 2006: Selena
- 2007: Gemilerde Talim Var
- 2008: Hayat Güzeldir
- 2009–2011: Papatyam
- 2011: Arka Sokaklar
- 2017: İstanbullu Gelin
- 2018: Sen Anlat Karadeniz
- 2019–2022: Yemin